# جائزة وولي سوينكا للأدب في إفريقيا
جائزة وولي سوينكا للأدب في أفريقيا هي جائزة أفريقية للكتابة تُمنح كل عامين لأفضل عمل أدبي أنتجه أفريقي. أسّست الجائزةَ مؤسسةُ لومينا في عام 2005 تكريمًا لوولي سوينكا أول أديبٍ حائز على جائزة نوبل في الأدب في إفريقيا.  تعمل لجنة تحكيم دولية على تقييم واختيار الفائز من الشخصيات الأدبية. لا تزال مؤسسة لومينا مسؤولة عن إدارة الجائزة، وقد وُصفت بأنها "المعادل الأفريقي لجائزة نوبل".
يحصل الفائز على مبلغ 20 ألف دولار في حفل توزيع الجوائز الذي يقام في لاغوس أو مدينة مختارة في أفريقيا. يشترط أن تكون المشاركات باللغة الإنجليزية أو الفرنسية. على الرغم من أنه في الأصل أخذت جميع الأنواع الأدبية لكل جائزة في الاعتبار، إلا أنه منذ عام 2014 أصبح نوع واحد فقط مؤهلاً لكل إصدار من الجائزة، حيث احتسبت في الدراما لعام 2014، والشعر في عام 2016، والنثر في عام 2018. 

## الفائزون
- 2006: سيفي عطا، كل شيء جيد سيأتي. أقيم حفل توزيع الجوائز الافتتاحي في 5 أغسطس 2006 في مركز موسون، لاغوس، نيجيريا، [3] وكان المتحدث الضيف هو الرئيس الغاني السابق جون أجيكوم كوفور.
- 2008: نيدي أوكورافور، زهرة الريح [3]
- 2010: (جائزة مشتركة)
  - كوبانو ماتلووا، جوز الهند
  - والي أوكيديران، مستأجرو المنزل
- 2012: سيفيسو مزوبي، الدم الشاب [4] [5] [6] [7]
- 2014: أكين بيلو، إيغبون لاغوس (مسرحية) [8] [9]
- 2018: (جائزة مشتركة)
  - هارييت أنينا، أمة في حزب العمال [10]
  - تانوري أوجايدي، أغاني نفسي [11]

## روابط خارجية
- الموقع الرسمي لجائزة وولي سوينكا للأدب في أفريقيا